# Pushila
Pushila är en ort i Mexiko.   Den ligger i kommunen Altamirano och delstaten Chiapas, i den sydöstra delen av landet, 800 km öster om huvudstaden Mexico City. Pushila ligger 1 243 meter över havet och antalet invånare är 371.
Terrängen runt Pushila är bergig åt nordost, men åt sydväst är den kuperad. Runt Pushila är det glesbefolkat, med 19 invånare per kvadratkilometer. Närmaste större samhälle är El Prado Pacayal, 15,7 km nordost om Pushila. I omgivningarna runt Pushila växer i huvudsak städsegrön lövskog.